# 米伐折醇
米伐折醇（也译作“米伐西醇”）是一种含氮有机化合物，化学式为C11H11N3O2，可作为α2肾上腺素能受体的激动剂。